# Aston-Butterworth
Aston-Butterworth var en  brittisk formelbiltillverkare som tävlade i formel 1 säsongen 1952.  

## Historik
Stallet startades av Bill Aston, som beslutade att bygga en bil för Formel 2.
Chassit var en kopia av Coopers F2-bil och hade en rak fyrcylindig luftkyld motor skapad av Archie Butterworth. Bilen debuterade i april 1952 i grand prix-loppet Lavant Cup på Goodwoodbanan, och slutade där på åttonde plats med Aston bakom ratten. I maj samma år startade den andra bilen, som kördes av Robin Montgomerie-Charrington i Chimay och kom trea, vilket var stallets bästa placering. 
Aston-Butterworth deltog i fyra VM-deltävlingar med två bilar, men kvalificerade sig endast till två lopp. Aston startade i Tyskland 1952 och Montgomerie-Charrington i Belgien 1952.
Stallet deltog i några tävlingar utanför mästerskapet säsongen 1953 men saknade pengar att utveckla sina bilar varefter stallet upphörde.